# کد مرتب‌سازی
کد مرتب‌سازی (به انگلیسی: Sort code) نامی است که توسط مؤسسات مالی بریتانیایی و ایرلندی انتخاب شده و به کدهای بانکی که برای حوالهٔ پول بین کشورهای مرتبط با آن‌ها استفاده می‌شود، گفته می‌شود.